# Autigny (Fribourg)
Pour les articles homonymes, voir Autigny.
Autigny une localité et une commune suisse du canton de Fribourg, située dans le district de la Sarine.

## Histoire
Des vestiges de fortifications du Bronze et de l'époque romaine ont été retrouvés sur le territoire communal. La seigneurie de la famille d'Autigny est mentionnée au XIIe siècle déjà. La chartreuse de La Part-Dieu prélevait le cens et les lods et y détint une juridiction .
Autigny fit partie des Anciennes Terres au plus tard en 1442 (bannière de la Neuveville), du district de Romont dès 1798, de celui de Fribourg de 1803 à 1848. La commune obtient les statuts communaux en 1572. La peste y est attestée en 1596.
Le 9 février 2020, La commune d'Autigny accepte à 81,2 % de fusionner avec la commune de La Brillaz. Cependant la fusion ne se fera pas car les habitants de La Brillaz ont rejeté l'opération par 56,2 % .

## Géographie
Selon l'Office fédéral de la statistique, Autigny mesure 622 ha. 6,9 % de cette superficie correspond à des surfaces d'habitat ou d'infrastructure, 70,1 % à des surfaces agricoles, 21,7 % à des surfaces boisées et 1,3 % à des surfaces improductives.
Autigny est limitrophe de Chénens, Cottens, Gibloux, La Brillaz et Villorsonnens.

## Démographie
Selon l'Office fédéral de la statistique, Autigny compte 794 habitants en 2022. Sa densité de population atteint 128 hab./km2.
Le graphique suivant résume l'évolution de la population d'Autigny entre 1850 et 2008 :

## Patrimoine bâti

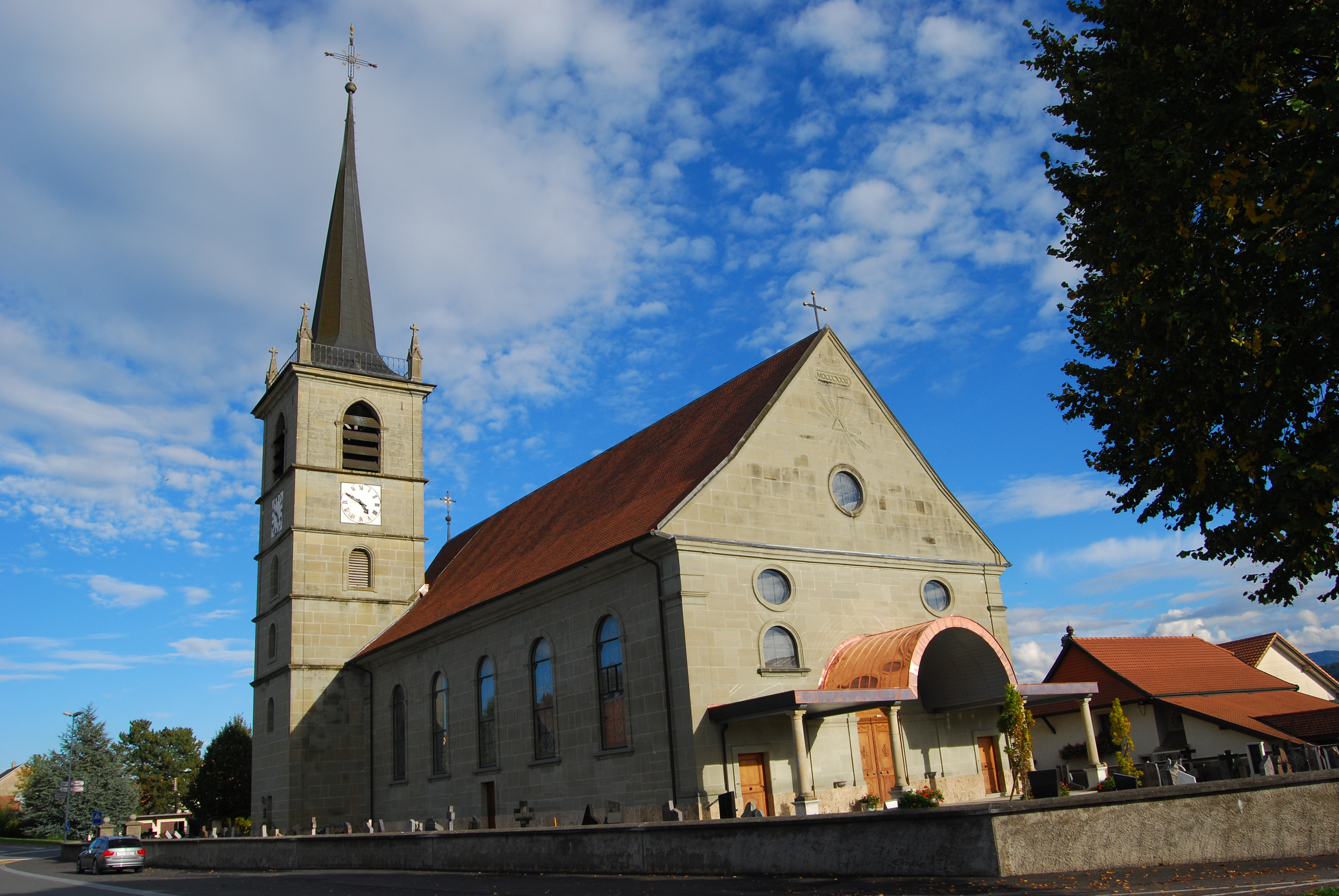
Vue extérieure de l'église

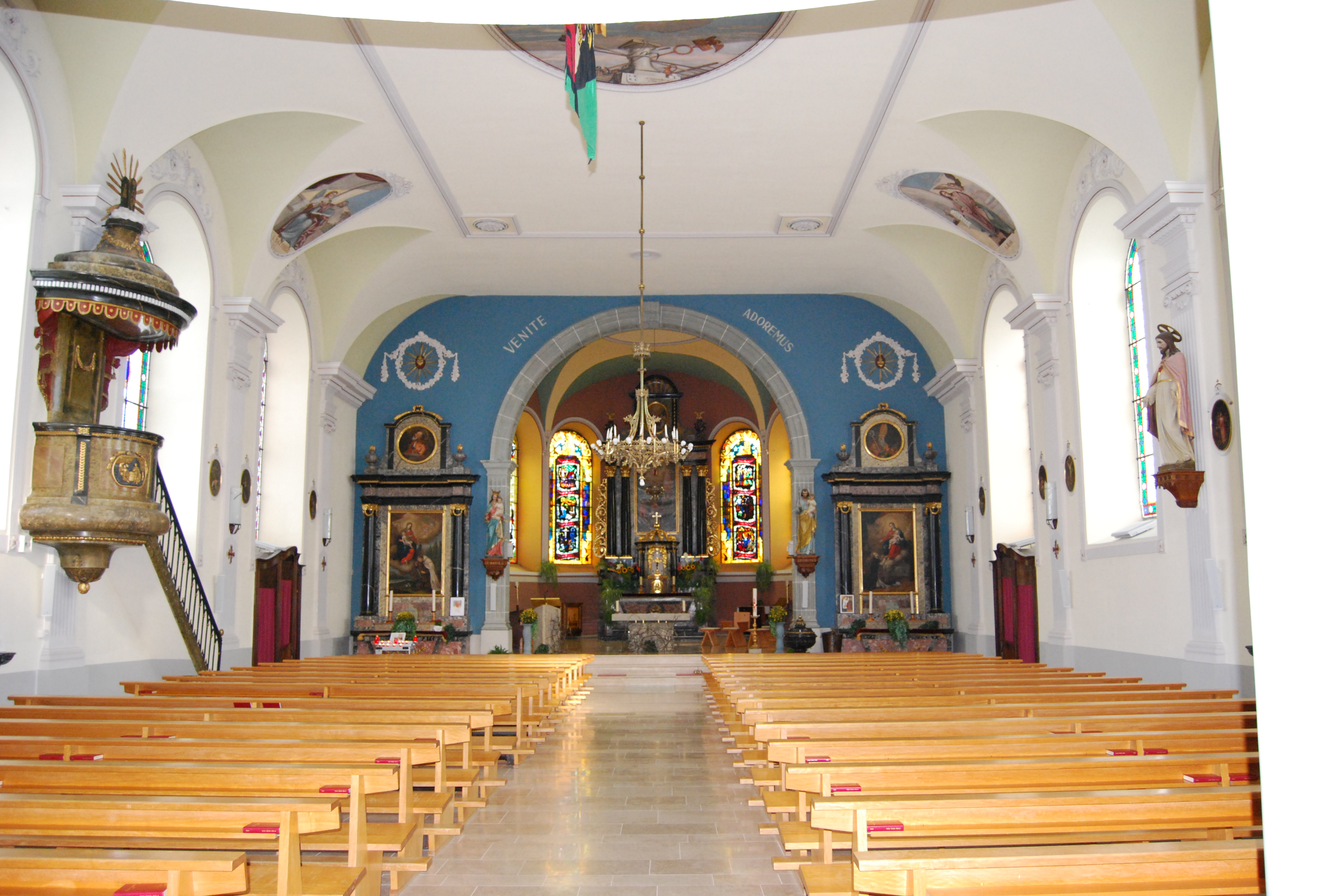
Vue intérieure de l'église

L'Église Saint-Maurice (1830-1832), construction néoclassique soignée, par l'entrepreneur Joseph Schwartz et le charpentier Claude Maillard. Polychromie intérieure de 1950, distinguant nef, arc triomphal et chœur, par l'architecte Fernand Dumas. Restauration 1980-1986 avec nouveau porche par l'architecte Jules Huguenot. Autels et chaire d'origine en stuc-marbre, par Joseph Leopold Moosbrugger. Médaillons de la voûte de la nef par le peintre Carlo Cocchi, 1832. Stalles, confessionnaux et portes à panneaux sculptés néoclassiques par Jean Berger, vers 1832.
- Les vitraux du chœur, par Alexandre Cingria, réalisés par l'atelier Chiara en 1934, sont particulièrement remarquables. Celui à gauche de l'autel montre trois scènes d'annonciation : Celle de Dieu à Adam et Ève, celle faite à Marie, et celle fait à saint Joseph. Le vitrail de droite glorifie trois épisodes du Nouveau Testament, dans lesquels Marie est impliquée : la Pentecôte, l'Assomption, et le Couronnement de la Vierge[6].
- Les verrières mixtes de la nef illustrent des bustes en médaillon, attribuables à Friedrich Berbig, vers 1880.
- La chapelle mortuaire, au pied de la tour, comporte un vitrail de Yoki, réalisation Michel Eltschinger, 1995[7].
- La cloche sonnant l'angelus matin et soir (6h et 20h) a deux parrains et marraines, à savoir Bernard Berset et Fernand Bovet, Ida Huguenot-Defferard et Elisa Gander-Cudré. Cette cloche a été mise en place en 1965, année du concile.

## Toponymie
- 1068 : Altignei
- Ancien nom allemand : Ottenach